# Baye (Bankass)
Baye è un comune rurale del Mali facente parte del circondario di Bankass, nella regione di Mopti.